# История экономики Болгарии
История экономики Болгарии — исторический обзор развития экономики Болгарии.

## Экономика территории будущей Болгарии в бронзовый и железный века
На большом протяжении истории территория современной Болгарии с её населением не была самоуправляема, а входила в состав других государств:
- около 650 лет — в сферу влияния полисов Древней Греции (бронзовый век) и в состав Византии первых веков после раздела Римской империи
- около 420 лет — в состав Римской империи (железный век)
- около 40 лет входила в состав Персии или государство являлось сателлитом Персии

## Экономика Первого Болгарского царства (681—1018)
Столица царства разместилась в захваченном болгарами византийском городе Плиске. Около 892 г. она была перенесена в город Преслав, около 972 г. — в Скопье, а оттуда около 991 г. — в Охрид. В 1017 г. византийцы уже контролировали Охрид, а через год — уже всё бывшее царство.

## Экономика Второго Болгарского царства (1190—1396)
Столица царства разместилась в Тырново.

## Экономическое развитие под властью Османской империи (1396—1878)
Результатом турецкого завоевания стало опустошение Болгарского царства и гибель сотен тысяч болгар. Только в 1450-е годы обстановка стабилизировалась.
На землях Болгарского царства было образовано бейлербейство Румелия со столицей в Эдирне (позднее перенесённой в Софию), управление ими осуществляли турецкие чиновники. Вся земля была объявлена турецкой собственностью, при этом часть земель получили в ленное владение турецкие феодалы — сипахи. В XV—XVI вв. треть земель отошла в личную собственность султана (она составляла так называемый «султанский хас»). Кроме того, из вакуфных земель складывается землевладение мусульманского духовенства.
Помимо выплаты феодальной ренты (включавшей в себя отработки и десятину-«ушар» в натуральном выражении), крестьяне были обязаны выплачивать налоги в государственную казну и разовые, так называемые «чрезвычайные» сборы и выплаты.
Всё христианское население с 14 лет было обязано выплачивать дополнительный налог — «джизгу», кроме того, в 1395—1705 гг. оно выплачивало «налог кровью» (девширме), отправляя мальчиков на службу в корпусе янычар.
Во второй половине XVI века начинается кризис военно-ленной системы землевладения и развитие товарно-денежных отношений. В это время известно о крупной соледобыче в черноморском городе Анхи́але, населённом почти одними греками, где данным промыслом занимался крупный политический деятель Османской империи, возводивший свой род от последних императоров Византии, Михаил Шейтаноглу Кантакузи́н (1515—1578).
В конце XVIII века начинаются поставки продукции сельского хозяйства на внешний рынок (в том числе, во Францию и Англию), в результате в сельском хозяйстве вместо отработок получает распространение оброк («кесим»), денежная рента и издольщина.
В XIX веке появляются первые текстильные и металлообрабатывающие мануфактуры.
В 1830-е в результате проведения аграрной реформы была отменена военно-ленная система землевладения.
В 1834 году в городе Сливен открылось первое предприятие фабрично-заводского типа на территории Болгарии — суконная фабрика Добри Желязкова.
После крестьянского восстания 1850 года в Видинском округе земли турецких помещиков за выкуп начали передавать крестьянам.
Развитие капиталистических отношений на территории Болгарии началось после окончания Крымской войны, в соответствии с условиями Парижской мирной конференции 1856 года был открыт доступ товарам западных стран в Османскую империю. В этот период экономика Болгарии имела колониальный характер, промышленность была неразвита. Проникновение импортных товаров способствовало развитию торговли, однако ухудшило положение ремесленников.
В 1856 году в районе селения Чукурово началась добыча бурого угля.
Закон 1858 года официально подтвердил право крестьян владеть землёй.
В 1867 году держателям вакуфных земель разрешили передавать земельные наделы по наследству.
По состоянию на 1878 год, в Болгарии имелось 43 мельницы и 19 иных мелких промышленных предприятий.

## Экономика Болгарии после Освобождения и до 1944 года
После русско-турецкой войны, когда Болгария получила независимость от власти Османской империи (в Болгарии данные события известны как «Освобождение»), к власти вначале пришёл племянник русской императрицы, генерал-лейтенант российской армии Александр Баттенберг (по отцу — Гессен-Дармштадт). Однако уже через 6 лет он сблизился с британским двором (его брат женился на дочери королевы Виктории), вступил в разногласия с русским императором, а ещё через 2 года, с переворотом и контрпереворотом 1886 года, к власти пришла британо-германская династия Саксен-Кобург-Гот, произошло перераспределение собственности и земли в пользу болгарских крестьян. После 1878 года была отменена цеховая организация производства, началось развитие текстильной, кожевенной, керамической и пищевой промышленности.
После порицаемого Россией объединения Болгарии в 1885—1886 гг. и исчезновения таможенной границы с Восточной Румелией в стране складывается обстановка, способствовавшая укреплению экономики и развитию промышленности: в 1885—1894 гг. были открыты 87 фабрик и промышленных предприятий.
В 1894 году был принят закон о поощрении промышленного производства, в 1895—1899 гг. были открыты ещё 36 промышленных предприятий. Тем не менее, к началу XX века промышленность в Болгарии была неразвита, она насчитывала лишь несколько крупных предприятий (арсеналы в Софии, судоверфь в Бургасе, железнодорожные депо в Софии, Русе и Бургасе) и некоторое количество мелких полукустарных предприятий. В 1911 г. в стране насчитывалось уже 345 промышленных предприятий, в основном мелких в лёгкой и пищевой отраслях. В это время в сельском хозяйстве начинается процесс кооперации, к 1907 году в стране насчитывалось 400 крестьянских кооперативов.
С начала XX века усиливается проникновение в экономику Болгарии иностранного капитала, прежде всего австрийского, французского и германского: в 1905 г. иностранцам принадлежали 75 промышленных предприятий, в 1911 г. — 172 предприятия (35 % химической промышленности, 71 % угольной промышленности и 96 % электроэнергетики).
После начала союзниками Болгарии Балканской войны, 10 (23) октября 1912 года правительство Болгарии прекратило свободный обмен банкнот на золотые монеты.
12 июля 1914 года германский банковский концерн Disconto-Gesellschaft предоставил Болгарии заём в размере 500 млн франков, в соответствии с условиями которого правительство Болгарии принимало обязательство израсходовать 100 млн франков из полученного займа, разместив военный заказ на предприятиях Германии и Австро-Венгрии; кредиторы получали право на строительство железной дороги Михайлово — Хасково — Лагос (не достроена, остановилась в селе Подкове в Стрымни-Риде) и гавани в Лагосе (современная Греция), а также безвозмездную концессию на эксплуатацию каменноугольных шахт в Пернике и Бобовдоле. В целом после уплаты процентов, погашения старых займов и оплаты новых заказов в казну должно было поступить лишь около 50 млн франков (около 10 % от суммы займа). В результате германское влияние на экономику страны значительно усилилось.
3 сентября 1915 года представители правительств союзнических с Германией Болгарии и Турции парафировали и 6 сентября 1915 года — подписали соглашение об исправлении границы, в соответствии с которым Турция передала Болгарии район Димотика в Западной Фракии, по которому проходила железная дорога Свиленград — Дедеагач.

### Участие в Первой мировой войне
1 (14) октября 1915 года Болгария вступила в Первую мировую войну на стороне Германии. Болгария расширила территорию: на занятой болгарскими войсками территории Сербии к востоку от реки Морава было создано генерал-губернаторство Поморавье, а на землях Вардарской Македонии — Македонское генерал-губернаторство. 1 апреля 1916 года Болгария подписала соглашение с Австро-Венгрией о временном разграничении оккупационных зон в Косово и Метохии. Однако в экономическом плане война вызвала ухудшение обстановки в стране.
Выполнением военных заказов занимались лишь 20 % всех промышленных и производственных предприятий Болгарии. Германцы и австрийцы вывозили из Болгарии товары, продовольствие, сельскохозяйственную продукцию и сырьё (зерно, кожи, шерсть), расплачиваясь обесценивающимися бумажными марками и шиллингами, а на территориях Сербии, находившихся под управлением болгарской военной администрации — проводили прямые реквизиции. Правительство Болгарии было вынуждено передать немцам медные рудники «Плакалница», расположенные возле посёлка Елисейно. Кроме того, под немецкий контроль были переданы железные дороги Ниш — Скопле и Ниш — София.
В декабре 1915 года правительство Радославова расписалось в крахе финансовой системы и официально разрешило принимать в качестве платёжного средства немецкие бумажные марки. В начале 1916 года Германия и Австро-Венгрия создали «Объединённое общество по торговым операциям на Востоке» (в дальнейшем переименованное в «Германо-Австро-Венгерское торговое сообщество»), которому было предоставлено монопольное право производить закупки в Болгарии. Поражение в Первой мировой войне наравне с Германией вызвало ухудшение экономического положения Болгарии. В начале 1918 года Германия прекратила оказание финансовой помощи Болгарии. В конце 1917 и в 1918 году в Пловдиве, Сливене и Габрово имели место голодные бунты.

### Межвоенный период
28 июня 1919 года был подписан Версальский мирный договор, в соответствии с условиями которого Германия аннулировала все ранее заключённые договоры и соглашения торгово-экономического характера с Болгарией. 27 ноября 1919 года был подписан Нёйиский договор, в соответствии с которым Болгария теряла стратегически и логистически важный выход к Эгейскому морю и принимала обязательства выплачивать репарации странам Антанты в размере 2250 млн золотых франков. На невыплаченную сумму репараций начислялись проценты: первые два года по 2 % годовых, затем — 5 % годовых, что ставило Болгарию в кабальную зависимость от Франции, Великобритании, Италии и США. Болгария обязалась передать соседним пострадавшим странам 33 000 голов скота, а также в течение 5 лет вывозить в Югославию по 50 тысяч тонн угля в год. Нёйиский договор считается в Болгарии Второй национальной катастрофой.
В 1920 году премьер-министр А. Стамболийский начал экономические реформы:
- 28 мая 1920 был принят закон о трудовой повинности[2].
- 6—8 июля 1920 года был принят закон о прогрессивном подоходном налоге[2].
- 25 июня 1921 года был принят закон о трудовой земельной собственности, который устанавливал максимальный размер собственности на землю в размере 30 гектаров[2].

В июне и сентябре 1923 года в стране имели место восстания крестьян.
В 1923 году странами Антанты было установлено, что Болгария не в состоянии выплачивать репарации, поэтому было решено, что в следующие 50 лет, до 1983 года Болгария должна выплатить[кому?] 550 млн золотых франков, а затем приступить к выплате оставшейся суммы в размере 1700 млн золотых франков. Тем не менее, репарационные выплаты были весьма велики (в 1925—1926 финансовом году эти 11 млн золотых франков составили 17,4 % государственного бюджета страны, таким образом, весь повешенный на Болгарию долг 2250 млн золотых франков составлял более 35 её годовых бюджетов).
В 1924 году в городе Орхание было создано первое предприятие автомобильной промышленности, производившее мелкосерийную сборку автомашин на шасси итальянских «фиатов». В 1925—1926 гг. в Божуриште был построен первый авиазавод — ДАР (Държавна аеропланна работилница).
В дальнейшем, на рубеже 1920-х-1930-х годов мировой экономический кризис 1929—1933 годов осложнил экономическую обстановку в стране.

В 1920-е — 1930-е годы началось развитие политических и торгово-экономических связей с Германией, которые значительно усилились после военного болгарского переворота 19 мая 1934 года. В конце 1934 года доля Германии составляла достаточно высокие 40,5 % объёма импорта и 42,7 % объёма экспорта Болгарии.
В 1938 году в стране был организован первый кооператив.
31 июля 1938 года были подписаны Салоникские соглашения с державами-победительницами, в соответствии с которыми на следующий же день с Болгарии сняли ограничения на увеличение армии. В дальнейшем, правительство Болгарии увеличило военные расходы и начало развитие военной промышленности. В том же году было принято решение о строительстве авиазавода в городе Ловече, а в 1939 году при участии польских инженеров здесь было начато строительство авиазавода ДФС (Държавната самолётна фабрика), который начал работу в 1941 году.
По состоянию на 1939 год, Болгария являлась отсталой сельскохозяйственной страной со слаборазвитой промышленностью (сельское хозяйство, в котором преобладали мелкие землевладельцы с участками менее 10 га, обеспечивало 65 % национального дохода).
Трудоспособное население (1939):
- в сельском и лесном хозяйстве было занято 80 %,
- в промышленности (в т. ч. в добывающей) — 8 %,
- в транспорте и связи — 1 %,
- в торговле и банковской сфере — 2 % трудоспособного населения.

При этом, 79 % всей промышленности составляли предприятия лёгкой (пищевой, табачной и текстильной) промышленности. Данные показатели неудивительны, если принимать во внимание, что Болгария в этот период являлась также страной с преимущественно сельским населением (в городах проживало лишь 22 % населения страны).
Протяжённость железных дорог в Болгарии была достаточной — 35 км на 1000 км².
Структура земельного фонда (1939):
- Пашни — 4 млн га
- Луга и пастбища — 3 млн га
- Леса — 3 млн га

С пашен Болгария собирала в 1939 году:
| Культура               | Пшеница | Рожь     | Ячмень | Овёс | Кукуруза | Хлопок | Конопля | Фасоль          | Табак     | Подсолнечник     | Сахарная свёкла (в весе сахара)             | Виноград (в млн галлонов вина) | Розы (в весе розового масла) |
| ---------------------- | ------- | -------- | ------ | ---- | -------- | ------ | ------- | --------------- | --------- | ---------------- | ------------------------------------------- | ------------------------------ | ---------------------------- |
| Сбор Болгарии в млн т  | 2       | 0,2      | 0,3    | 0,1  | 1        | 0,01   | 0,01    | 0,01            | 0,04      | 0,2              | 0,03                                        | 2                              | 0,01                         |
| Мировой лидер по сбору | СССР    | Германия | Китай  | США  | США      | США    | США     | Италия Бразилия | США Китай | Британская Индия | Британская Индия (тростник) Куба (тростник) | Франция                        | Болгария                     |
| Сбор лидера в млн т    | 47      | 9        | 8      | 14   | 66       | 3      | 0,2     | 1               | 1         | 0,4              | 3                                           | 61                             | 0,01                         |

Из данных урожаев наиболее примечательны урожаи розы как одни из крупнейших в мире, таким образом, делавшие Болгарию мировым лидером по производству розового масла, используемого в парфюмерии. В XXI веке небольшие объёмы духов «Казанлыкская роза» или «Роза Болгарии» по-прежнему доступны для приобретения в торговых точках Болгарии и у уличных торговцев сувенирами. Также обращали на себя внимание сборы подсолнечника (50 % от сборов лидирующей в этой культуре Британской Индии) и фасоли (10 % от лидеров — Италии и Бразилии). Наиболее ценным экспортным же товаром были всё же зерновые (8 % всего экспорта), если не считать садоводства и огородничества.
Показатели животноводства в Болгарии нельзя было назвать передовыми в мире в 1939 г., однако, число овец составляло заметные 7 % от поголовья Британской Австралии:
| Животные                      | Кони  | Крупный рогатый скот | Овцы                 | Козы | Свиньи |
| ----------------------------- | ----- | -------------------- | -------------------- | ---- | ------ |
| Поголовье в млн голов         | 0,5   | 2                    | 9                    | 1    | 1      |
| Мировой лидер по поголовью    | Китай | Британская Индия     | Британская Австралия | СССР | США    |
| Поголовье у лидера, млн голов | 22    | 206                  | 125                  | 52   | 84     |

В 1939 году значимые объёмы годовой добычи полезных ископаемых в Болгарии отмечались лишь по бурому углю (2 млн т) и по каменному углю (0,1 млн т). Для сравнения: лидерами по добыче бурого угля в мире на тот момент являлись Германия с добычей в 230 млн т, по каменному углю — США с 405 млн т.
В 1939 году под контролем германских концернов находилась уже добыча цинка, свинца и других цветных металлов, германским банкам и компаниям «Организация Тодта», «Герман Геринг», IG Farben, AEG, Siemens, «Балкантабак», «Реемстма» принадлежали контрольные пакеты акций многих болгарских предприятий. Германский Dresdner Bank поглотил Болгарский торговый банк.
5 января 1940 года правительство Болгарии заключило торговое соглашение и с СССР, но экономическое сотрудничество было непродолжительным (прекратилось после начала Великой Отечественной войны).